# Bulbophyllum odoardii
Bulbophyllum odoardii é uma espécie de orquídea (família Orchidaceae) pertencente ao gênero Bulbophyllum. Foi descrita por Heinrich Gustav Reichenbach e Ernst Hugo Heinrich Pfitzer em 1884.